# Войнишки паметник (Дивотино)
Войнишкият паметник в село Дивотино, област Перник е издигнат в чест на загиналите в Балканската, Междусъюзническата, Първата и Втората световни войни.
Открит е на 24 май 1919 г. Направен е от мрамор, с височина 3,5 m. На лицевата му страна е изписан текста: „В памет на падналите герои през Освободителната и Световната война от с. Дивотино. Поклон пред вас, герои, вий славно паднахте и загинахте за свободата на брата роб и защита на милото отечество. Вашите свещени останки тлеят далече нейде по бойните полета, но тук духът ви витае и споменът за вас е вечен. 11/24 Май 1919 г. От признателните селяни и опечалените завеки близки.“
Изписани са имената на убитите:
- подпор. Никифор Богданов – 15 март 1913 г.
- подпор. Александър Андонов – убит 22 октомври 1916 г.
- подпор. Станчо Д. Станков

В Отечествената война 1944 – 1945 г.
- Никола Никленов – убит 26 октомври 1944 г. при Страцин
- Кирил В. Витанов – убит 30 октомври 1944 г. при Добрача, Кумановско

От дясната страна на паметника:
Загинали във войните 1915 – 1918 г.
- Любен Тодоров
- Филип Зарев
- Найден Витанов
- Любен Иванов
- Киро Панайотов
- Иван Панайотов

Починали обозни 1912 – 1913 г.
- Аначко Николов
- Дойчин Стойнов
- Нико Тодоров